# Diana Bazalar
Diana Carolina Bazalar Alava (* 13. März 1995) ist eine peruanische Hürdenläuferin, die sich auf die 100-Meter-Distanz spezialisiert hat.

## Sportliche Laufbahn
Erste Erfahrungen bei internationalen Meisterschaften sammelte Diana Bazalar 2011 bei den Jugendweltmeisterschaften nahe Lille, bei denen sie mit 14,85 s in der ersten Runde ausschied. Im Jahr darauf gewann sie bei den Jugendsüdamerikameisterschaften in Mendoza in 14,69 s die Bronzemedaille im Hürdensprint und belegte im 200-Meter-Lauf in 25,62 s den siebten Platz. Zudem gelangte sie mit der peruanischen Sprintstaffel (1000 Meter) in 2:17,48 min auf den vierten Platz. 2013 gelangte sie bei den Südamerikameisterschaften in Cartagena mit 14,31 s auf Rang sieben, wie auch bei den anschließenden Panamerikanischen-Juniorenmeisterschaften in Medellín mit 14,23 s. Daraufhin siegte sie bei den Juniorensüdamerikameisterschaften in Resistencia in 13,67 s über 100 Meter Hürden und wurde im 400-Meter-Hürdenlauf in 66,17 s Sechste. Anschließend belegte sie bei den Juegos Bolivarianos in Trujillo in 13,78 s den vierten Platz und gelangte mit der 4-mal-100-Meter-Staffel in 46,67 s auf Rang fünf. 2014 gelangte sie bei den Juniorenweltmeisterschaften in Eugene im Hürdensprint bis in das Halbfinale und schied dort mit 13,63 s aus. Anschließend erreichte sie bei den Ibero-Amerikanischen Meisterschaften in São Paulo in 13,90 s den siebten Platz und wurde mit der Staffel im Finale disqualifiziert, ehe sie bei den U23-Südamerikameisterschaften in Montevideo mit 13,93 s auf den vierten Platz gelangte. 2015 belegte sie bei den Südamerikameisterschaften in Lima mit 13,91 s den fünften Platz, wie auch mit der Staffel in 46,71 s.
2016 wurde sie bei den Ibero-Amerikanischen Meisterschaften in Rio de Janeiro in 13,60 s Fünfte und siegte anschließend bei den U23-Südamerikameisterschaften in Lima in 13,52 s und gewann mit der Staffel in 47,72 s die Bronzemedaille. Zudem erreichte sie im 400-Meter-Hürdenlauf in 62,25 s Rang vier und wurde im 100-Meter-Lauf in 12,26 s Fünfte. Im Jahr darauf klassierte sie sich bei den Südamerikameisterschaften in Luque mit 13,61 s auf dem sechsten Platz, wie auch mit der Staffel in 46,43 s. Anschließend wurde sie bei den Juegos Bolivarianos in Santa Marta in 13,53 s bzw. 46,28 s jeweils Vierte. 2018 nahm sie erstmals an den Südamerikaspielen in Cochabamba teil und gewann dort in 13,36 s die Silbermedaille hinter der Venezolanerin Génesis Romero und gewann mit der Staffel in 46,43 s die Bronzemedaille hinter den Teams aus Venezuela und Bolivien. Anschließend belegte sie bei den Ibero-Amerikanischen Meisterschaften in Trujillo in 13,94 s den vierten Platz und siegte mit der Staffel in 46,76 s. Bei den Südamerikameisterschaften 2019 in Lima belegte sie in 13,84 s Rang fünf im Hürdenlauf, wie auch mit der Staffel in 46,60 s. Sie qualifizierte sich auch erstmals für die Panamerikanischen Spiele ebendort und schied dort mit neuem Landesrekord von 13,25 s in der ersten Runde aus. Zudem gelangte sie mit der Staffel nicht bis ins Ziel. 2020 gewann sie bei den erstmals ausgetragenen Hallensüdamerikameisterschaften in Cochabamba in 8,85 s die Bronzemedaille hinter der Chilenin María Ignacia Eguiguren und María Florencia Lamboglia aus Argentinien. 2021 gewann sie bei den Südamerikameisterschaften in Guayaquil in 13,47 s die Silbermedaille hinter der Brasilianerin Ketiley Batista, wie auch bei den Hallensüdamerikameisterschaften 2022 in Cochabamba in 8,48 s über 60 Meter Hürden. Im Mai belegte sie bei den Ibero-Amerikanischen Meisterschaften in La Nucia in 13,39 s den fünften Platz und gewann dann anschließend bei den Juegos Bolivarianos in Valledupar in 13,62 s die Bronzemedaille hinter der Venezolanerin Yoveinny Mota und Maribel Caicedo aus Ecuador. Zudem belegte sie in 48,60 s den vierten Platz in der 4-mal-100-Meter-Staffel. Im Oktober gelangte sie bei den Südamerikaspielen in Asunción mit 15,44 s auf Rang sechs.
2013 wurde Bazalar chilenische Meisterin über 100 und 400 Meter Hürden, 2015 siegte sie über 100 Meter Hürden, 2016 über 400 Meter Hürden und 2018 und 2019 erneut im 100-Meter-Hürdenlauf. Zudem siegte sie 2019 auch im 100-Meter-Lauf. 2020 siegte sie über 100 Meter sowie im 400-Meter-Hürdenlauf und 2021 und 2022 siegte sie erneut über 100 Meter Hürden.

## Persönliche Bestzeiten
- 100 Meter: 12,22 s (+0,4 m/s), 6. April 2019 in Lima
- 200 Meter: 24,41 s (−0,2 m/s), 14. April 2019 in Cuenca
- 100 m Hürden: 13,25 s (+0,5 m/s), 7. August 2019 in Lima (peruanischer Rekord)
  - 60 m Hürden (Halle): 8,48 s, 20. Februar 2022 in Cochabamba (peruanischer Rekord)
- 400 m Hürden: 61,89 s, 6. Oktober 2013 in Lima